# 全国菓子工業組合連合会

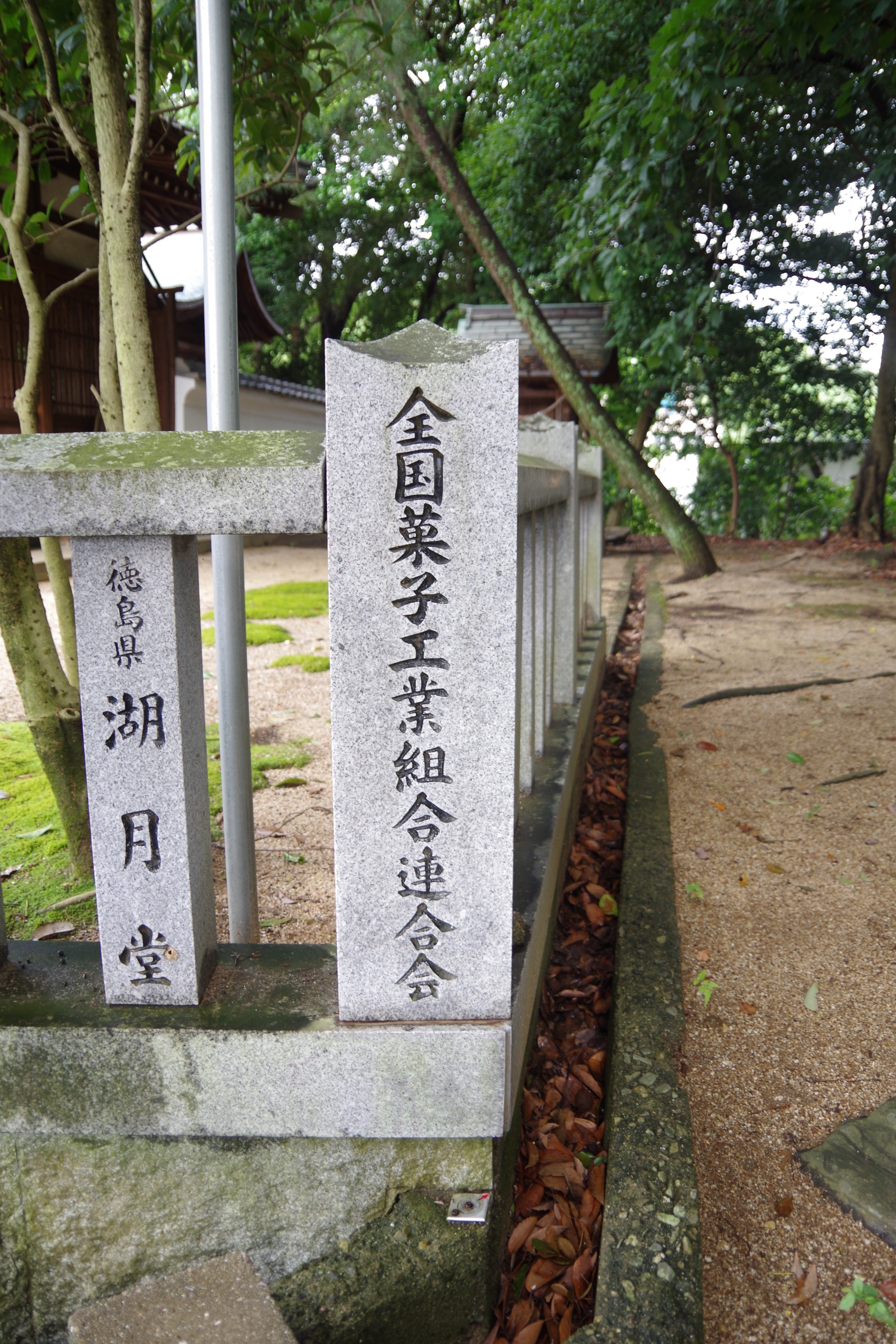
菓子の神田道間守を祀る中嶋神社（愛媛県松山市道後湯之町にある湯神社の境内社）に奉納された玉垣

全国菓子工業組合連合会（ぜんこくかしこうぎょうくみあいれんごうかい、略称：全菓連）とは、日本全国の菓子工業組合の連合組織。会員は沖縄県を除く46都道府県の菓子工業組合。

## 概要
菓子製造を行う中小企業の成長支援と、会員とその構成員の公正な経済活動の確保を目的としている。
不定期に開催される全国菓子大博覧会の主催団体の1つ。青年部は2018年（平成30年）以降全国和菓子甲子園を主催している。
1981年（昭和56年）に毎月15日を「お菓子の日」と定めた。これは、お菓子の神様（菓祖神田道間守）を祀っている橘本神社（和歌山県）と中嶋神社（兵庫県）の例大祭が4月15日に行われていたことに由来する。

## 沿革
- 1943年（昭和18年） - 日本菓子組合連合会（略称：日菓連）として結成。
- 1954年（昭和29年） - 全国菓子協同組合連合会と改める。
- 1965年（昭和40年） - 全国菓子工業組合連合会と改める。全菓連ビル完成、全菓連共済ビルヂング株式会社を設立。

## 会員
- 北海道菓子工業組合
- 青森県菓子工業組合
- 岩手県菓子工業組合
- 宮城県菓子工業組合
- 秋田県菓子工業組合
- 山形県菓子工業組合
- 福島県菓子工業組合
- 茨城県菓子工業組合
- 栃木県菓子工業組合
- 群馬県菓子工業組合
- 埼玉県菓子工業組合
- 千葉県菓子工業組合
- 東京都菓子工業組合
- 神奈川県菓子工業組合
- 山梨県菓子工業組合
- 長野県菓子工業組合
- 新潟県菓子工業組合
- 愛知県菓子工業組合
- 岐阜県菓子工業組合
- 三重県菓子工業組合
- 静岡県菓子工業組合
- 富山県菓子工業組合
- 石川県菓子工業組合
- 福井県菓子工業組合
- 大阪府菓子工業組合
- 兵庫県菓子工業組合
- 滋賀県菓子工業組合
- 和歌山県菓子工業組合
- 奈良県菓子工業組合
- 京都府菓子工業組合
- 広島県菓子工業組合
- 岡山県菓子工業組合
- 鳥取県菓子工業組合
- 島根県菓子工業組合
- 山口県菓子工業組合
- 徳島県菓子工業組合
- 香川県菓子工業組合
- 愛媛県菓子工業組合
- 高知県菓子工業組合
- 福岡県菓子工業組合
- 佐賀県菓子工業組合
- 長崎県菓子工業組合
- 熊本県菓子工業組合
- 大分県菓子工業組合
- 宮崎県菓子工業組合
- 鹿児島県菓子工業組合